# Focke-Wulf Fw 191
Focke-Wulf Fw 191 – dwusilnikowy niemiecki prototyp bombowca z II wojny światowej z 1942 roku.

## Historia

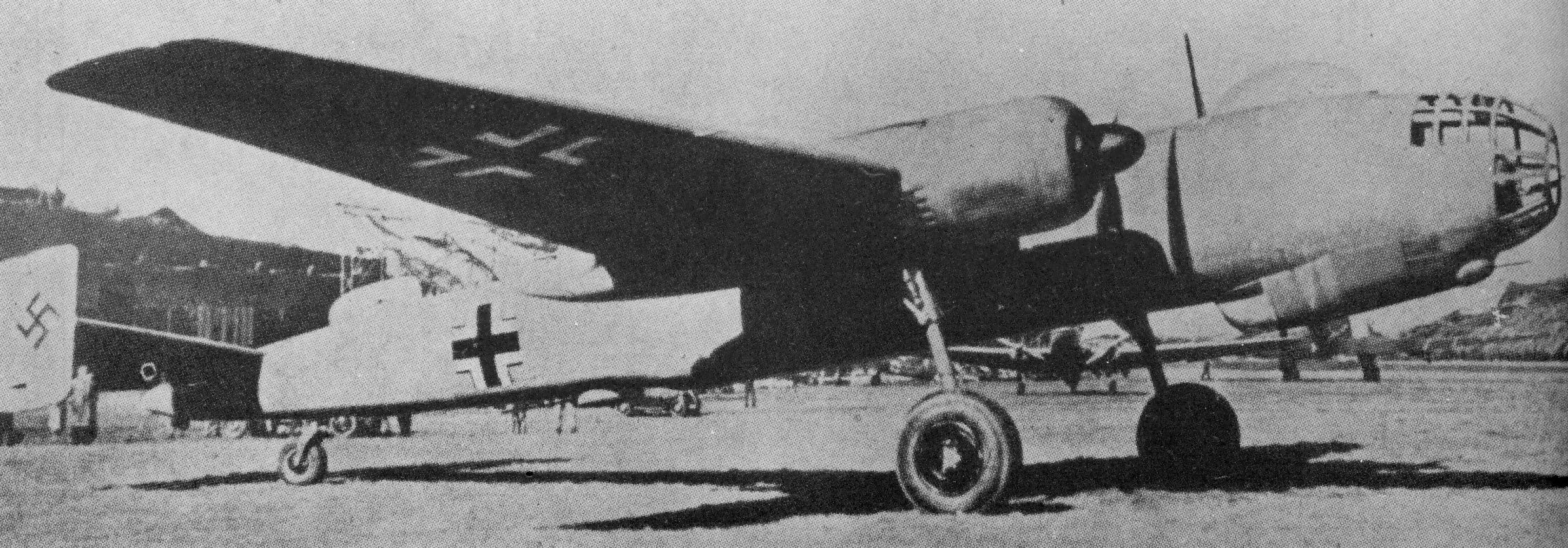
FW 191A

W 1939 roku Siły Powietrzne zapowiedziały rozpoczęcie programu produkcji nowych bombowców dla niemieckiej armii. Do konkursu zaproszono firmy: Arado (Arado Ar 340), Dornier (Dornier Do 317) oraz Junkers (Junkers Ju 288). Warunkiem przyznania zlecenia było wyprodukowanie prototypu, który był w stanie przenieść 2000 kg bomb na odległość 1800 km a przy tym osiągać 600 km/h na wysokości 7000 m (czyli osiągnięcie celów w Wielkiej Brytanii z lotnisk południowej Francji i Norwegii).
Początkowo w projekcie planowano użyć 2500-konny, 24-cylindrowy silnik Daimler-Benz DB604, ale z uwagi na problemy z budową tego silnika postanowiono użyć silnik Junkers Jumo 222, który miał podobną wydajność co DB, ale nie było z nim problemów. Jednakże w pierwszym prototypie użyto jeszcze innego silnika – słabszego BMW 801M.
Pierwszy lot odbył się w 1942 roku. Zbudowano tylko trzy prototypy V-1, V-2 i V-3 które miały po dwa silniki Junkers Jumo 222.
Rozwój samolotu przerwano w 1943 roku.